# Григореску, Клаудия
Клаудия Лаура Григореску (рум. Claudia Laura Grigorescu, род. 6 января 1968), после замужества взявшая фамилию Ванцэ (рум. Vanță) — румынская фехтовальщица-рапиристка, призёрка чемпионатов мира, Европы и Олимпийских игр. Заслуженный мастер спорта Румынии (1991).

## Биография
Родилась в 1968 году в Бухаресте.
В 1987—1998 годах стала обладательницей одной золотой и пяти серебряных медалей чемпионатов мира. В 1992 году приняла участие в Олимпийских играх в Барселоне, где стала обладательницей бронзовой медали в составе команды, а в личном первенстве была 12-й.